# Кубок Азії з футболу 1960
Кубок Азії 1960 - футбольний турнір серед азійських збірних. Це другий Кубок Азії. Фінальний етап проходив в Південній Кореї з 14 по 21 жовтня 1960 року. Вигравши всі свої матчі, Кубок завоювала збірна-господарка турніру - Південна Корея.

## Кваліфікація

### Західна зона
Усі матчі західної зони кваліфікації проходили на Махараджа Коледж Стедіум у Ернакуламі, що в Індії
| Збірна   | О | І | В | Н | П | ГЗ | ГП | РГ |
| -------- | - | - | - | - | - | -- | -- | -- |
| Ізраїль  | 8 | 6 | 3 | 2 | 1 | 10 | 8  | +2 |
| Іран     | 7 | 6 | 3 | 1 | 2 | 12 | 10 | +2 |
| Пакистан | 5 | 6 | 2 | 1 | 3 | 8  | 10 | –2 |
| Індія    | 4 | 6 | 2 | 0 | 4 | 7  | 9  | –2 |

| 5 грудня 1959 |

| Ізраїль | 0 – 3 | Іран                                                   |
| ------- | ----- | ------------------------------------------------------ |
|         |       | Аббас Ходжарі 43' Хамід Бармакі 59' Парвіз Дехдарі 65' |

| Глядачів: 18,000 |

| 7 грудня 1959 |

| Індія         | 1 – 0 | Пакистан |
| ------------- | ----- | -------- |
| Дерек Д'Соуза |       |          |

| Глядачів: 30,000 |

| 8 грудня 1959 |

| Індія   | 1 – 3 | Ізраїль                   |
| ------- | ----- | ------------------------- |
| Девадас |       | Рафаел Леві 35', 43', 53' |

| Глядачів: 30,000 |

| 9 грудня 1959 |

| Пакистан | 4 – 1 | Іран                |
| -------- | ----- | ------------------- |
|          |       | Нассер Хаджі Мохтар |

| Глядачів: 15,000 |

| 10 грудня 1959 |

| Ізраїль                            | 2 – 0 | Пакистан |
| ---------------------------------- | ----- | -------- |
| Рафаел Леві 55' Нахум Стельмах 65' |       |          |

| Глядачів: 15,000 |

| 11 грудня 1959 |

| Індія                                                  | 3 – 1 | Іран               |
| ------------------------------------------------------ | ----- | ------------------ |
| Хуні Госвамі 64' М. Юсуф Хан 66' (пен.) Т. Баларам 80' |       | Парвіз Дехдарі 62' |

| Глядачів: 20,000 |

| 12 грудня 1959 |

| Ізраїль           | 1 – 1 | Іран              |
| ----------------- | ----- | ----------------- |
| Аврахам Менхел 9' |       | Аббас Ходжарі 49' |

| Глядачів: 12,000 |

| 13 грудня 1959 |

| Індія | 0 – 1 | Пакистан |
| ----- | ----- | -------- |
|       |       |          |

| Глядачів: 30,000 |

| 14 грудня 1959 |

| Іран                         | 4 – 1 | Пакистан |
| ---------------------------- | ----- | -------- |
| Аббас Ходжарі Камбіз Джамалі |       |          |

| Глядачів: 16,000 |

| 16 грудня 1959 |

| Індія             | 1 – 2 | Ізраїль                             |
| ----------------- | ----- | ----------------------------------- |
| М. Рехматулла 19' |       | Нахум Стельмах 11' Рафаель Леві 75' |

| Глядачів: 35,000 |

| 17 грудня 1959 |

| Пакистан           | 2 – 2 | Ізраїль                                 |
| ------------------ | ----- | --------------------------------------- |
| Омар 49' Факір 57' |       | Аврахам Менхель 60' Зехарія Ратзабі 68' |

| Глядачів: 15,000 |

| 18 грудня 1959 |

| Індія       | 1 – 2 | Іран           |
| ----------- | ----- | -------------- |
| М. Юсуф Хан |       | Парвіх Дехдарі |

| Глядачів: 25,000 |

### Центральна зона
Усі матчі центральної зони кваліфікації проходили у Сінгапурі
| Збірна            | О | І | В | Н | П | ГЗ | ГП | РГ |
| ----------------- | - | - | - | - | - | -- | -- | -- |
| Південний В'єтнам | 4 | 2 | 2 | 0 | 0 | 5  | 1  | +4 |
| Малайзія          | 2 | 2 | 1 | 0 | 1 | 5  | 3  | +2 |
| Сінгапур          | 0 | 2 | 0 | 0 | 2 | 3  | 9  | –6 |

| 15 квітня 1960 |

| Сінгапур | 1 – 4 | Південний В'єтнам |
| -------- | ----- | ----------------- |
|          |       |                   |

|  |

| 18 квітня 1960 |

| Південний В'єтнам | 1 – 0 | Малайзія |
| ----------------- | ----- | -------- |
|                   |       |          |

|  |

| 21 квітня 1960 |

| Сінгапур | 2 – 5 | Малайзія |
| -------- | ----- | -------- |
|          |       |          |

|  |

### Східна зона
Усі матчі східної зони кваліфікації проходили на Філіппінах
| Збірна           | О | І | В | Н | П | ГЗ | ГП | РГ  |
| ---------------- | - | - | - | - | - | -- | -- | --- |
| Республіка Китай | 4 | 2 | 2 | 0 | 0 | 14 | 8  | +6  |
| Гонконг          | 2 | 2 | 1 | 0 | 1 | 11 | 7  | +4  |
| Філіппіни        | 0 | 2 | 0 | 0 | 2 | 4  | 14 | –10 |

| 13 квітня 1960 |

| Філіппіни | 4 – 7 | Республіка Китай |
| --------- | ----- | ---------------- |
|           |       |                  |

|  |

| 15 квітня 1960 |

| Філіппіни | 0 – 7 | Гонконг |
| --------- | ----- | ------- |
|           |       |         |

|  |

| 18 квітня 1960 |

| Республіка Китай | 7 – 4 | Гонконг |
| ---------------- | ----- | ------- |
|                  |       |         |

|  |

## Фінальний турнір
Усі матчі фінального турніру проходили на Донгдаемун Стедіум у Сеулі, що в Південній Кореї
| Збірна            | О | І | В | Н | П | ГЗ | ГП | РГ  |
| ----------------- | - | - | - | - | - | -- | -- | --- |
| Південна Корея    | 6 | 3 | 3 | 0 | 0 | 9  | 1  | +8  |
| Ізраїль           | 4 | 3 | 2 | 0 | 1 | 6  | 4  | +2  |
| Республіка Китай  | 2 | 3 | 1 | 0 | 2 | 2  | 2  | 0   |
| Південний В'єтнам | 0 | 3 | 0 | 0 | 3 | 2  | 12 | −10 |

| 14 жовтня 1960 15:15 |

| Південна Корея                                | 5 – 1 | Південний В'єтнам |
| --------------------------------------------- | ----- | ----------------- |
| Чо Юн-Ок Ву Санг-Квон Чої Юнг-Мін Мун Юнг-Сік |       |                   |

|  |

| 17 жовтня 1960 15:00 |

| Південна Корея                     | 3 – 0 | Ізраїль |
| ---------------------------------- | ----- | ------- |
| Чо Юн-Ок 17', 60' Ву Санг-Квон 30' |       |         |

| Глядачів: 60,000 Арбітр: Йозо Йокояма (Японія) |

| 18 жовтня 1960 |

| Республіка Китай | 2 – 0 | Південний В'єтнам |
| ---------------- | ----- | ----------------- |
|                  |       |                   |

|  |

| 19 жовтня 1960 |

| Південний В'єтнам         | 1 – 5 | Ізраїль                                                                                    |
| ------------------------- | ----- | ------------------------------------------------------------------------------------------ |
| Тран Ван Нхунг 68' (пен.) |       | Рафаел Леві 13' Нахум Стельмах 18' Шломо Леві 25' Аврахам Менхель 32' Амнон Ахароніскі 70' |

| Глядачів: 15,000 |

| 20 жовтня 1960 |

| Ізраїль        | 1 – 0 | Республіка Китай |
| -------------- | ----- | ---------------- |
| Шолмо Леві 72' |       |                  |

| Глядачів: 25,000 Арбітр: Йозо Йокояма (Японія) |

| 21 жовтня 1960 15:00 |

| Південна Корея | 1 – 0 | Республіка Китай |
| -------------- | ----- | ---------------- |
| Мун Юнг-Сік    |       |                  |

|  |

## Переможець
| Переможець Кубку Азії 1960  |
| --------------------------- |
| Південна Корея Другий титул |